# Пакхоуку
Пакхо́уку (бирм. ပခုက္ကူမြို့) — город в центральной части Мьянмы, на территории административного округа Магуэ. Административный центр одноимённого района.

## Географическое положение
Город находится в северо-восточной части провинции, на правом берегу реки Иравади, на расстоянии приблизительно 200 километров к северо-северо-западу (NNW) от столицы страны Нейпьидо. Абсолютная высота — 39 метров над уровнем моря.

## Население
По данным официальной переписи 1983 года, население составляло 71 860 человек.
Динамика численности населения города по годам:
| 1983   | 1993   | 2013    |
| ------ | ------ | ------- |
| 71 860 | 94 783 | 157 868 |

В этническом составе населения преобладают бирманцы.

## Экономика и транспорт
Основу экономики города составляет сельскохозяйственное производство. На окрестных полях выращивают арахис, просо, кунжут, рис, горох, фасоль, табак и кукурузу.

Сообщение Пакхоуку с другими городами осуществляется посредством железнодорожного и автомобильного транспорта.
В окрестностях города расположен небольшой одноимённый аэропорт (ICAO: VYPU, IATA: PKK).